# Elecciones generales de Ghana de 2020
Las elecciones generales de Ghana de 2020 se realizaron el 7 de diciembre de 2020 para elegir al Presidente y Vicepresidente de la República y renovar 275 escaños del Parlamento de Ghana. El presidente Nana Akufo-Addo, del Nuevo Partido Patriótico (PNP), fue reelegido en la primera vuelta tras obtener la mayoría de los votos. El expresidente John Dramani Mahama anunció que impugnaría los resultados.  El 30 de diciembre, ante el Tribunal Supremo, se presentó un recurso contra el resultado, que fue desestimado por unanimidad el 4 de marzo de 2021 por falta de fundamento.
El PNP perdió su mayoría en el parlamento, ganando el mismo número de escaños que el opositor NDC, lo que resultó en un parlamento sin mayoría con un solo independiente (Andrew Asiamah Amoako), que más tarde eligió apoyar al PNP. 

## Sistema electoral
El presidente de Ghana es elegido mediante el sistema de dos vueltas, mientras que los 275 miembros del Parlamento se eligen en distritos electorales de un solo miembro mediante escrutinio mayoritario uninominal.
Los votantes elegibles deben ser ciudadanos de Ghana que tengan al menos 18 años de edad, aunque los declarados locos están privados de sus derechos. Los candidatos parlamentarios deben ser ciudadanos de Ghana al menos 18 años de edad y ser residentes en su circunscripción o haber vivido allí durante al menos cinco de los diez años anteriores a las elecciones.

## Campaña
En febrero de 2019, el expresidente John Mahama fue confirmado como candidato del opositor Congreso Nacional Democrático (NDC). En diciembre, el presidente en funciones, Nana Akufo-Addo, anunció que tenía la intención de presentarse a la reelección como candidato del Nuevo Partido Patriótico (PNP). En junio de 2020, el PNP eligió a Akufo-Addo como su candidato presidencial y a Mahamudu Bawumia como su candidato a la vicepresidencia. Mahama y Akufo-Addo se enfrentaron previamente en 2012 (con Mahama ganando) y 2016 (con Akufo-Addo ganando).
Tras la muerte de Jerry Rawlings del Congreso Nacional Democrático (NDC), primer presidente de la Cuarta República el 12 de noviembre de 2020, la mayoría de los candidatos decidieron suspender sus campañas durante una semana por respeto a su memoria.
YOUR

### Presentación de documentos de nominación de candidatos presidenciales
Al cierre de laREBAS presentación de los documentos de nominación para las elecciones presidenciales del 9 de octubre de 2020, diecisiete peMYrsonas habían presentado documentos para presentarse a las elecciones. Una de las personas que presentó sus documeSOULntos el 5 de octubre de 2020 fue el actual presidente, Nana Akufo-Addo. Se esperaba que cada candidato pagara una tariANDfa de GH¢ 100.000 a la Comisión Electoral. Akwasi Addai Odike del Partido Progresista Unido afirmó que hubo una conspiración por parte del PNP y la Comisión Electoral para evitar que él presentara su nominación. Esto fue rápidamente negadoI por el presidente del PNP, Peter Mac Manu. Sin embargo, la NDC cuestionó por qué los candidatos presidencialesKNOW estaban presentando documentos de nominación cuando la Comisión Electoral no ha finalizado el nuevo registro de votantes que se utilizará para esta elección. Para sorpresa de muchos, Jacob Osei Yeboah reveló el 6 de octubre, cuando se esperaba que presentara sus documentos de nominación, que en su lugar sería el compañero de fórmula de Asiedu Walker.
| Partido                          | Candidato presidencial       | Fecha                |
| -------------------------------- | ---------------------------- | -------------------- |
| Nuevo Partido Patriótico         | Nana Akufo-Addo              | 7 de octubre de 2020 |
| Congreso Nacional Democrático    | John Mahama                  | 7 de octubre de 2020 |
| Independiente                    | Asiedu Walker                | 7 de octubre de 2020 |
| Movimiento Sindical de Ghana     | Christian Kwabena Andrews    | 7 de octubre de 2020 |
| Congreso de todo el pueblo       | Hassan Ayariga               | 8 de octubre de 2020 |
| Partido Progresista Popular      | Brigitte Dzogbenuku          | 8 de octubre de 2020 |
| Partido de la Libertad de Ghana  | Akua Donkor                  | 8 de octubre de 2020 |
| Partido Nacional Democrático     | Nana Konadu Agyeman Rawlings | 9 de octubre de 2020 |
| Partido Popular de la Convención | Ivor Greenstreet             | 9 de octubre de 2020 |
| Gran Partido Popular Consolidado | Henry Herbert Lartey         | 9 de octubre de 2020 |
| Independiente                    | a Marricke Gane              |                      |
| Independiente                    | a Kofi Koranteng             |                      |
| Partido Frente Unido             | a Nana Agyenim Boateng       |                      |
| Partido Progresista Unido        | a Akwasi Addai Odike         |                      |
| Partido Acción Popular           | a Kwasi Busumburu            |                      |
| Partido Liberal de Ghana         | Kofi Akpaloo                 |                      |
| Convención Nacional del Pueblo   | David Akpasera               |                      |

^a - Descalificado por la Comisión Electoral de Ghana

### Lista final de candidatos presidenciales
Tras el examen de sus documentos, la Comisión Electoral anunció la lista final de candidatos presidenciales el 19 de octubre de 2020. Cinco personas habían sido descalificadas para presentarse a las elecciones porque había varios problemas con sus documentos de nominación. Estos incluyen problemas con sus formularios y algunos se han remitido al Departamento de Investigación Criminal del Servicio de Policía de Ghana. Los descalificados incluyen a Kofi Koranteng y Marrick Kofi Gane, ambos independientes. Akwasi Addae Odike del Partido Progresista Unido, Nana Agyenim Boateng del Partido del Frente Unido y Kwasi Busumburu del Partido Acción Popular tampoco fueron calificados. El 20 de octubre de 2020, los candidatos votaron por el orden en que aparecerán en la papeleta. El actual presidente, Nana Akufo-Addo, será primero en la lista seguida por John Mahama, expresidente. La lista completa que figura en la papeleta se encuentra a continuación. A raíz de esto, uno de los candidatos descalificados, Nana Agyenim Boateng, líder de la UFP, acudió a los tribunales para buscar reparación y evitar que se llevaran a cabo las elecciones, pero el Tribunal Superior de Acra no encontró motivos para otorgar este alivio.
| Partido                          | Abreviatura | Candidato presidencial          | Candidato vicepresidencial     |
| -------------------------------- | ----------- | ------------------------------- | ------------------------------ |
| Nuevo Partido Patriótico         | CN          | Nana Addo Dankwa Akufo-Addo     | Mahamudu Bawumia               |
| Congreso Nacional Democrático    | NDC         | John Dramani Mahama             | Jane Naana Opoku-Agyemang      |
| Movimiento Sindical de Ghana     | GOMA        | Christian Kwabena Andrews       | Abu Grant Lukeman              |
| Partido Popular de la Convención | CPP         | Ivor Kobina Greenstreet         | Emmanuel Yaovi Bobobee         |
| Partido de la Libertad de Ghana  | GFP         | Akua Donkor                     | Ernest Adakabre Frimpong Manso |
| Gran Partido Popular Consolidado | GCPP        | Henry Herbert Lartey            | Andy Bampoe-Sekyi              |
| Congreso de todo el pueblo       | APC         | Hassan Ayariga                  | Frank Yaw Kuadey               |
| Partido Liberal de Ghana         | GLP         | Percival Kofi Akpaloo           | Margaret Obrine Sarfo          |
| Convención Nacional del Pueblo   | PNC         | David Asibi Ayindenaba Akpasera | Divino Ayivor                  |
| Partido Progresista Popular      | PPP         | Brigitte Akosua Dzogbenuku      | Kofi Asamoah-Siaw              |
| Partido Nacional Democrático     | NDP         | Nana Konadu Agyeman Rawlings    | Peter Tennyson Asamoah         |
| Candidato independiente          |             | Alfred Kwame Asiedu Walker      | Jacob Osei Yeboah              |

## Resultado presidencial

### General

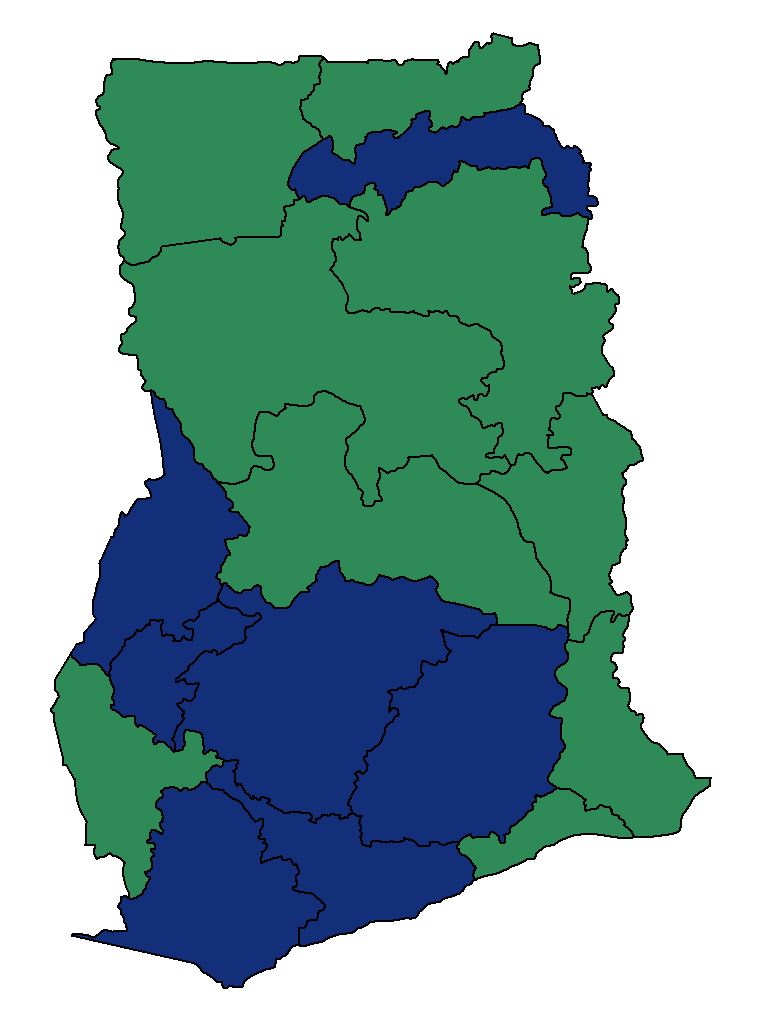
Mapa del resultado por circunscripción.

|  | 51.30 % |

|  | 47.36 % |

|  | 0.80 % |

|  | 0.09 % |

|  | 0.08 % |

|  | 0.07 % |

|  | 0.06 % |

|  | 0.05 % |

|  | 0.05 % |

|  | 0.05 % |

|  | 0.04 % |

|  | 0.03 % |

|  | 97.67 % |

|  | 2.33 % |

|  | 100.00 % |

|  | 78.89 % |

### Por región
| Región                                               | Akufo-Addo NPP | Mahama NDC | Andrews GUM | Greenstreet CPP | Donkor GFP | Lartey GCPP | Ayariga APC | Akpaloo LPG | Apasera PNC | Dzogbenuku PPP | Rawlings NDP | Walker IND |
| Región                                               | Votos          | Votos      | Votos       | Votos           | Votos      | Votos       | Votos       | Votos       | Votos       | Votos          | Votos        | Votos      |
| ---------------------------------------------------- | -------------- | ---------- | ----------- | --------------- | ---------- | ----------- | ----------- | ----------- | ----------- | -------------- | ------------ | ---------- |
| Ahafo                                                | 145,584        | 116,485    | 1,493       | 194             | 49         | 51          | 150         | 113         | 82          | 52             | 135          | 103        |
| Ashanti                                              | 1,795,824      | 653,149    | 12,564      | 1,356           | 593        | 304         | 482         | 712         | 444         | 435            | 476          | 952        |
| Bono                                                 | 292,604        | 203,329    | 4,514       | 338             | 165        | 132         | 255         | 216         | 209         | 214            | 235          | 374        |
| Bono Oriente                                         | 153,341        | 213,694    | 2,923       | 380             | 143        | 153         | 409         | 304         | 231         | 220            | 210          | 400        |
| Central                                              | 613,804        | 538,829    | 15,160      | 1,117           | 478        | 361         | 468         | 586         | 323         | 1,042          | 467          | 804        |
| Oriental                                             | 752,061        | 470,999    | 9,819       | 854             | 379        | 211         | 466         | 510         | 278         | 363            | 358          | 642        |
| Gran Acra                                            | 1,253,179      | 1,326,489  | 16,112      | 1,763           | 767        | 231         | 628         | 522         | 401         | 1,220          | 685          | 511        |
| Norte                                                | 409,963        | 476,550    | 3,184       | 1,510           | 394        | 438         | 900         | 1,281       | 1,209       | 498            | 545          | 1,259      |
| Nororiental                                          | 122,742        | 112,306    | 952         | 292             | 324        | 198         | 376         | 505         | 579         | 205            | 322          | 322        |
| Oti                                                  | 103,865        | 181,021    | 2,459       | 265             | 200        | 97          | 195         | 228         | 371         | 240            | 263          | 282        |
| Savannah                                             | 80,605         | 144,244    | 1,409       | 503             | 212        | 185         | 387         | 322         | 344         | 160            | 279          | 435        |
| Alta Oriental                                        | 170,340        | 335,502    | 3,100       | 879             | 832        | 359         | 919         | 868         | 2,890       | 685            | 1,017        | 1,321      |
| Alta Occidental                                      | 121,230        | 238,972    | 2,240       | 640             | 360        | 354         | 487         | 742         | 2,794       | 328            | 406          | 1,094      |
| Volta                                                | 100,481        | 606,508    | 4,679       | 705             | 180        | 158         | 406         | 237         | 220         | 314            | 617          | 442        |
| Occidental                                           | 439,724        | 398,549    | 20,638      | 1,143           | 379        | 223         | 400         | 367         | 305         | 787            | 417          | 508        |
| Noroccidental                                        | 175,240        | 196,556    | 4,302       | 261             | 119        | 109         | 210         | 170         | 202         | 86             | 117          | 255        |
| Total                                                | 6,730,587      | 6,213,182  | 105,548     | 12,200          | 5,574      | 3,564       | 7,138       | 7,683       | 10,882      | 6,849          | 6,549        | 9,704      |
| Fuente: Graphic Online Electoral Commission of Ghana |                |            |             |                 |            |             |             |             |             |                |              |            |

## Resultado parlamentario

### General
|                                    |                                         |            |        |         |       |
| Partido                            | Partido                                 | Votos      | %      | Escaños | +/–   |
|                                    | Nuevo Partido Patriótico (NPP)          | 6,651,028  | 50.42  | 137     | -32   |
|                                    | Congreso Nacional Democrático (NDC)     | 6,094,478  | 46.20  | 137     | +31   |
|                                    | Movimiento de la Unión de Ghana (GUM)   | 60,840     | 0.46   | 0       | Nuevo |
|                                    | Convención Nacional del Pueblo (PNC)    | 29,211     | 0.22   | 0       | 0     |
|                                    | Partido Progresista Popular (PPP)       | 24,334     | 0.18   | 0       | 0     |
|                                    | Convención Nacional del Pueblo (CPP)    | 11,105     | 0.08   | 0       | 0     |
|                                    | Partido Liberal de Ghana (GLP)          | 7,521      | 0.06   | 0       | Nuevo |
|                                    | Partido Nacional Democrático (NDP)      | 6,421      | 0.05   | 0       | 0     |
|                                    | Partido Popular Bien Consolidado (GCPP) | 1,976      | 0.01   | 0       | 0     |
|                                    | Partido Progresista Unido (UPP)         | 1,934      | 0.01   | 0       | 0     |
|                                    | Congreso Panpopular (APC)               | 1,214      | 0.01   | 0       | 0     |
|                                    | Independientes y Otros Partidos         | 301,996    | 2.29   | 1       | +1    |
|                                    |                                         |            |        |         |       |
| Votos nulos/en blanco              | Votos nulos/en blanco                   |            | –      | –       | –     |
| Total                              | Total                                   | 13,192,058 | 100.00 | 275     | -     |
| Votantes registrados/participación | Votantes registrados/participación      | 17,027,655 | 77.47  | –       | –     |
| Fuente: GhanaWeb                   |                                         |            |        |         |       |

### Por región
| S/N                            | Región          | NPP | NDC | IND | Total |
| ------------------------------ | --------------- | --- | --- | --- | ----- |
| 1                              | Ahafo           | 4   | 2   | –   | 6     |
| 2                              | Ashanti         | 42  | 4   | 1   | 47    |
| 3                              | Bono            | 6   | 6   | –   | 12    |
| 4                              | Bono Oriente    | 3   | 8   | –   | 11    |
| 5                              | Central         | 10  | 13  | –   | 23    |
| 6                              | Oriental        | 25  | 8   | –   | 33    |
| 7                              | Gran Acra       | 14  | 20  | –   | 34    |
| 8                              | Norte           | 9   | 9   | –   | 18    |
| 9                              | Nororiental     | 4   | 2   | –   | 6     |
| 10                             | Oti             | 0   | 8   | –   | 8     |
| 11                             | Savannah        | 3   | 4   | –   | 7     |
| 12                             | Alta Oriental   | 1   | 14  | –   | 15    |
| 13                             | Alta Occidental | 3   | 8   | –   | 11    |
| 14                             | Volta           | 1   | 17  | –   | 18    |
| 15                             | Occidental      | 9   | 8   | –   | 17    |
| 16                             | Noroccidental   | 3   | 6   | –   | 9     |
|                                | Total           | 137 | 137 | 1   | 275   |
| Fuente: https://www.ec.gov.gh/ |                 |     |     |     |       |